# Хатфийлд хаус
Хатфийлд хаус е дворец в Хатфийлд, графство Хартфордшър, в якобиански стил, с обширен парк. Имотът се намира на около 34 км северно от Лондон и от построяването му е притежание на аристократичния род Сесил, водещ началото си от Уилям Сесил, от 1605 носещ титлата Солсбъри.

## История
Хатфийлд хаус е построен между 1607 и 1611 г.от Робърт Сесил, 1-ви граф Солсбъри и министър-председател при крал Джеймс I, след като част от старата сграда от 15 век е била съборена. Дворецът продължава да е притежание на рода Сесил вече повече от 400 години. Тук са изложени картини с маслени бои, мебели и исторически оръжия.
Гората, използвана за лов и някогашният ”Стар дворец” от 1485 г., от който са запазени части и до днес, са принадлежали на Хенри VIII, който отглеждал там децата си: Мери (по-късно Мери I), Едуард (по-късно Едуард VI) и Елизабет (по-късно Елизабет I). В Стария дворец през 1558 г. Елизабет научава за своето възкачване на престола след смъртта на своята заварена сестра Мери. Джеймс I, наследил на трона Елизабет I, заменя Хатфийлд хаус през 1606 г. срещу имота Теобалдсхаус, дотогава притежание на рода Сесил. Някои от помещенията са запазени в оригиналния си вид и са отворени за посещение.

## Градината
Оригиналният парк е проектиран от Джон Традескант Стария на английски: John Tradescant. Посетителят достига до имението по дълга алея, която завършва с голяма площадка пред величествения дворец. Архитектурата е типична за 17 век: цокли от бял камък украсяват масивните тухлени стени, по покрива се виждат многобройни комини. Входът към парка е по-скоро скромен, разположен странично на сградата. Но зад скромната порта пред посетителя се разкриват изкусно оформени плетове от чемшир и глог, тисове, цветни лехи и стари дъбове.
”Старият дворец” е в стила на епохата на Тюдорите. От него е запазена „Банкетната зала“, в която се провеждат приеми, сватби и др. По стените висят картини на благородници. Предполага се, че Хатфийлд е посещаван многократно от Хенри VIII и по-късно от кралица Виктория.
В градината има лабиринт от жив плет, създаден от лейди Солсбъри през 1972 г. на мястото на розова градина от 19 век по исторически образци от времето на Елизабет I (1533 – 1603), която е в хармония със „Стария дворец“ зад него. По този начин е продължена една традиция в оформянето на парковете, заложена още с построяването на двореца в началото на 17 век. В прославения още по онова време парк растели видове, внесени от чужбина, от ботаника и парковия архитект Джон Традескант. По-късно собствениците на двореца се запалват от господстващата тогава мода по „естествения английски парк„ и променят външния вид на парка.
Цветните лехи са разположени в близост до западното крило. Широк плет от тисове огражда лехите с цветя около големия басейн. В ранно лято там цъфтят млечки, божури, здравец, по-късно се появяват ралица, макове, камбанки, английски рози. Гостите могат да се разходят също из овощната градина, градината с подправки, лабиринта, да изпият чаша чай и да се подкрепят със сладкиши в „Къщата на кочияша“. Могат да се разходят из имението по три пътеки и да се поспрат край вековни дървета или в лозето, засадено през 17 век.
Хатфийлд и неговият парк принадлежат към първокласните английски имения и паркове и често са били декор за филми.